# Spilornis
Spilornis là một chi chim trong họ Accipitridae.

## Các loài
Có bảy loài Spilornis:
- Spilornis cheela (Latham, 1790)
- Spilornis minimus (Hume, 1873)
- Spilornis klossi (Richmond, 1902)
- Spilornis kinabaluensis (Sclater, 1919)
- Spilornis rufipectus (Gould, 1858)
- Spilornis holospilus (Vigors, 1831)
- Spilornis elgini (Blyth, 1863)